# Zbiornik wodny Zadębie

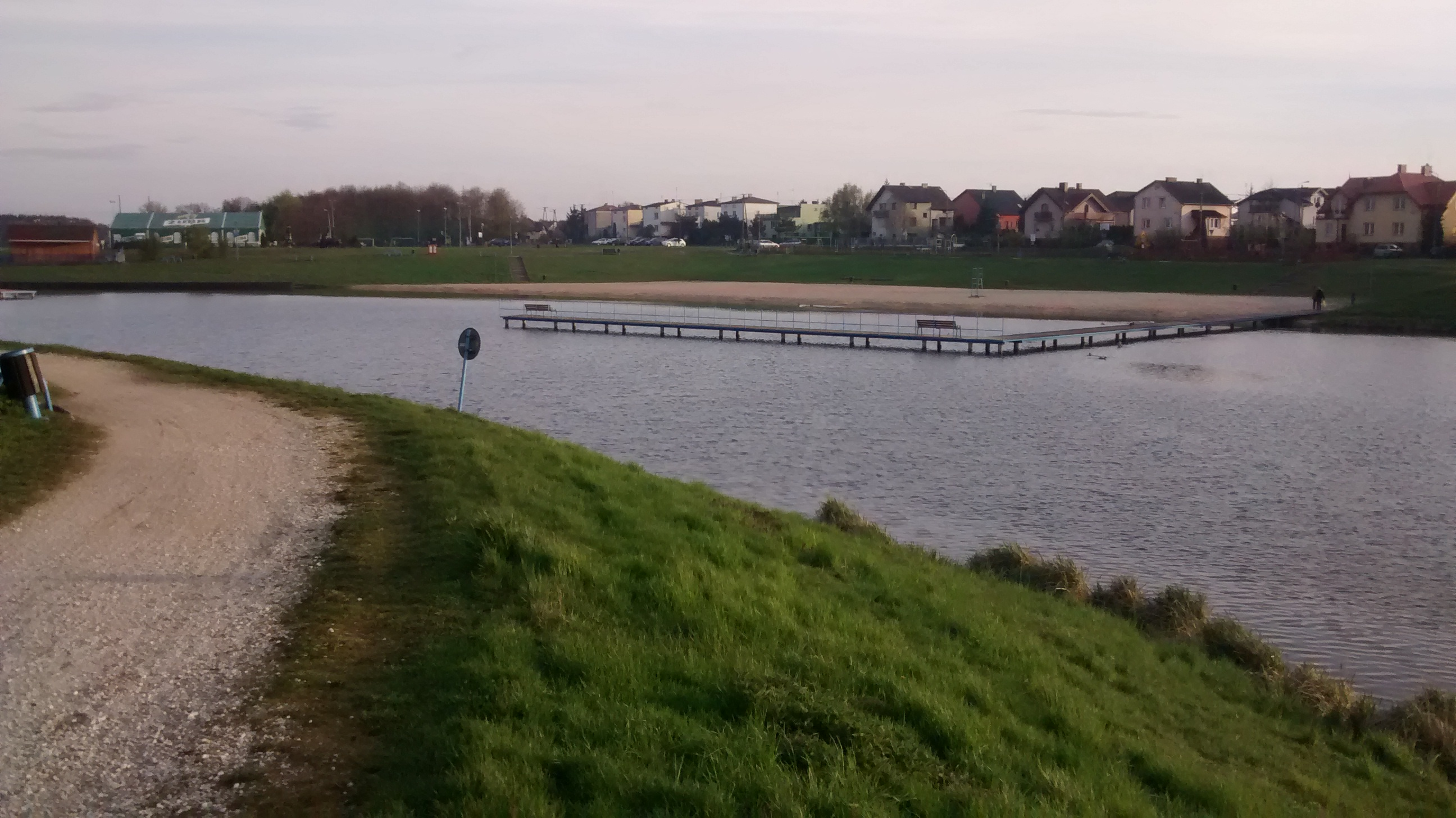
Zalew w kwietniu 2017

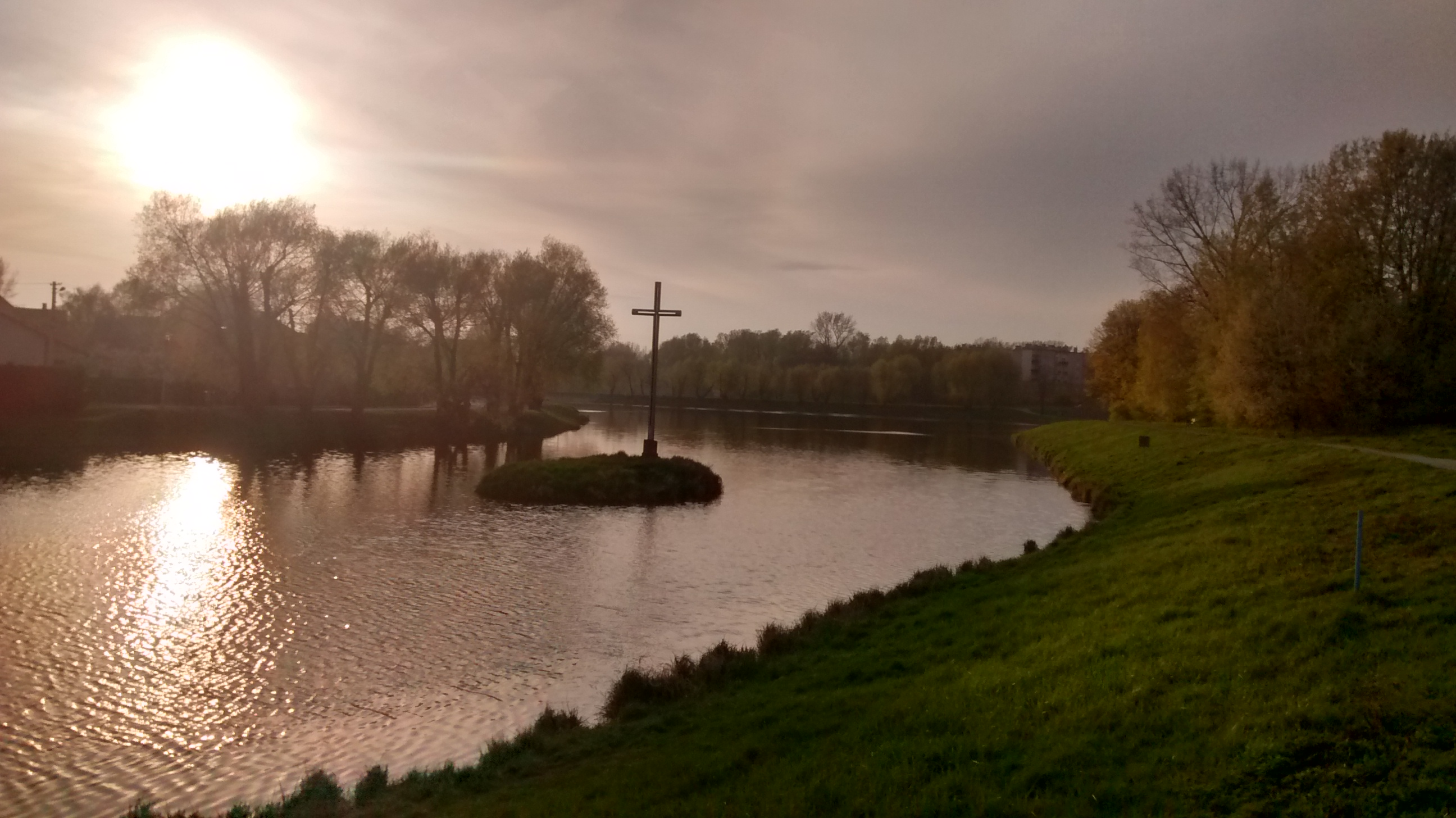
Wyspa na Zbiorniku

Zbiornik wodny Zadębie lub Zalew Zadębie położony w południowej części Skierniewic w dzielnicy Zadębie (Skierniewice) przy rzece Skierniewka (Łupia).
Długość zbiornika wynosi 2,1 km, natomiast średnia szerokość to 120 metrów. Najszersze miejsce zbiornika wynosi 250 m, natomiast najwęższe 45 m.
Tama zbiornika znajduje się przy ul. Poniatowskiego, a została wybudowana w latach sześćdziesiątych XX wieku.
Na zbiorniku znajduje się jedna wysepka, na której stoi krzyż milenijny, wzniesiony z okazji wejścia w trzecie tysiąclecie chrześcijaństwa.

## Historia
Zbiornik wodny na rzece Skierniewce (Łupi) widnieje już na mapach Skierniewic z XV w. Początkowo zbiornik ten znajdował się w pobliżu wsi Dęba, która później została przyłączona do miasta Skierniewice. Praktycznie do II połowy wieku XX nie był on przekształcany przez człowieka. Dopiero w latach 70. wykopano jego dolny fragment w okolicach ulicy Zadębie i dzielnicy Zadębie. W ramach rewaloryzacji zbiornika wykonanej w latach 1996-1999 została ukształtowana obecna czasza zbiornika. Głębokość i kształt czaszy zostały dostosowane do możliwości zainstalowania toru regatowego. 

## Informacje ogólne
Zalew Zabębie jest retencyjno-antropologicznym zbiornikiem wodnym utworzonym na rzece Skierniewce. Zlokalizowany on jest w południowej części miasta Skierniewice, w naturalnej dolinie rzeki. Zbiornik obecnie znajduje się na terenie osiedla Zadębie. Zalew Zadębie ograniczony jest od naturalnego koryta rzeki z dwóch stron odpowiednimi konstrukcjami: 
- na południu, w górnej części, bystrotokiem kamiennym, który redukuje spadek koryta rzeki
- na północy, w dolnej części, jazem piętrzącym.

Dno części Zalewu Zadębie jest płaskie. Środkiem czaszy zbiornika przebiega koryto rzeki Skierniewki, o szerokości 5,0 m i nachyleniu skarp 1:3. Są one umocnione w podstawie kiszką faszynową, czyli elementem budowlanym składającym się z uformowanej i ułożonej wzdłuż osi wiązki, przewiązanej drutem w określonych odstępach. Koryto to nie jest dawnym korytem rzeki. Zostało przekopane na potrzebę budowy zbiornika. Na wejściu rzeki do Zalewu w korycie został wykonany bystrotok kamienny. Skarpy zbiornika zaprojektowano z nachyleniem 1:4 lub 1:3 w zależności od wykorzystania. Ubezpieczenia skarp wykonano w zależności od stopnia zagrożenia i wymogów eksploatacyjnych:
- skarpy narażone na niszczenie m.in. przez fale o dużym rozbiegu zostały umocnione płytami betonowymi;
- pozostała część skarp umocniona została obsiewem trawy.

Zalewem Zadębie obecnie zarządza Pływalnia Miejska Nawa w Skierniewicach.

## Parametry zbiornika i otoczenia[1]
- Powierzchnia lustra wody: 25,7 ha
- Średnia objętość wody zgromadzonej w zbiorniku: 557,3 tys. m³
- Całkowita długość zbiornika: 2087 m
- Wysokość bezwzględna alejek spacerowych: 122,5 m n.p.m.
- Wysokość bezwzględna dna zbiornika: od 118,5 do 118,9 m n.p.m.
- Wysokość bezwzględna koryta rzecznego: od 117,6 do 117,89 m n.p.m.
- Maksymalna głębokość: 3,4 m
- Średnia głębokość: 2,15 m

## Funkcje zbiornika

### Plaże
W trakcie rewaloryzacji zbiornika utworzono dwie z trzech planowanych plaż. Tylko jedna z nich jest oficjalnie użytkowana. 
- Pierwsza, oficjalnie użytkowana plaża wraz ze strzeżonym kąpieliskiem, znajduje się po lewej stronie zbiornika, wzdłuż ulicy Konwaliowej, pomiędzy ulicą Balcerowską a ulicą Niezapominajek. W okresie letnim z plaży oraz strzeżonego kąpieliska korzystają  mieszkańcy miasta i okolicznych miejscowości. Kąpielisko ograniczone jest od pozostałej części zbiornika dwoma pomostami. W pobliżu opisywanego miejsca znajdują się: plac zabaw, boiska, skatepark, pub, lodziarnia oraz wypożyczalnia sprzętów wodnych. Na placu nieopodal kąpieliska odbywają się w sezonie letnim różne eventy, m.in.: rodzinne pikniki Zalewaya, Biesiada Skierniewicka, koncerty, letnie kino samochodowe oraz różne zawody i spotkania sportowe[4][5][2].
- Druga, większa plaża wraz z dawnym kąpieliskiem usytuowana jest pomiędzy ulicą Gajową a ulicą Miodową również po lewej stronie zbiornika. Podobnie, jak w przypadku pierwszym - kąpielisko ograniczone było od zbiornika dwoma pomostami. Obecnie zakazane jest korzystanie z tej plaży i kąpieliska ze względu na zanieczyszczenia chemiczne wywołane przez wody gruntowe.
- Trzecia plaża miała znajdować się naprzeciwko pierwszej, po prawej stronie zbiornika w okolicach ulicy Strobowskiej i Granicznej.

### Tor regatowy
Zbiornik wodny Zalew Zadębie jest jednym z niewielu zbiorników w centralnej Polsce, który jest całkowicie przystosowany do przeprowadzania zawodów regatowych. Posiada możliwość urządzania takich zawodów nawet na skalę  ogólnopolską. Czasza zbiornika Zalewu Zadębie została wykonana dla zainstalowania toru regatowego o parametrach długości: 1040 m, szerokości 54 m i głębokości do 2,5 m. Posiada pełne wyposażenie i wszystkie elementy techniczne:
- betonowe płyty i słupki na dnie i na skarpach do mocowania lin poprzecznych toru wyznaczających linie startowe i linię mety oraz do mocowania lin podłużnych wyznaczających 9 torów;
- szyny ocynkowane i miedziane i mechanizmy do mocowania lin stalowych;
- pełne wyposażenie lin wraz z bojkami w odpowiednich kolorach;
- wciągarki do naciągu lin;
- pomosty startowe;
- pełny zestaw komunikacyjny i instalacje telefoniczne niezbędne do obsługi zawodów.

### Rekreacja
Wokół zbiornika znajdują się grysowe alejki spacerowe o szerokości 4 m umożliwiające dostęp do zbiornika ze wszystkich stron. Są one idealne do spacerów oraz uprawiania sportów takich jak: nordic walking, jogging, oraz innych biegów i sportów lekkoatletycznych. Pomiędzy lewą a prawą stroną zbiornika, tuż przy ujściu do niego rzeki, nad bystrotokiem znajduje się kładka ustawiona na tej samej wysokości, co poziom alejek spacerowych. Wzdłuż alejek usytuowane są ławki oraz stoliki. Po prawej stronie zbiornika znajdują się trawiaste polany u podnóża lasu, na których urządzić można rodzinny piknik lub inne spotkania. Duża ilość patroli policji również sprzyja bezpieczeństwu, głównie spacerującym, bądź uprawiającym sporty nocą. Również na wodach zbiornika coraz częściej spotkać można miłośników sportów wodnych, którzy relaksują się pływając na kajakach, rowerach wodnych lub innych sprzętach możliwych do wypożyczenia.

### Wędkarstwo
Ze względu na liczne gatunki żyjących w zbiorniku ryb słodkowodnych zauważyć można niemalże o każdej porze roku wędkarzy. Praktycznie po całej długości skierniewickiego Zalewu dostęp do wody jest dobry, dlatego ta cecha wykorzystywana jest przez okolicznych mieszkańców w celach wędkarskich. Co roku, w okresie zimowym, urządzane są przez wędkarskie koło Zadębie w Skierniewicach podlodowe zawody wędkarskie, a w okresie wiosennym i letnim zawody spławikowe i spinningowe.

### Punkt poboru wody przeciwpożarowej
Po prawej stronie, w górnej części zbiornika usytuowany jest punkt poboru wody przeciwpożarowej. Został on wykonany w uzgodnieniu z Nadleśnictwem Skierniewice. Utwardzony został płytami betonowymi i tworzy plac o wymiarach 30 x 35 m. Ten plac posiada zjazd do dna zbiornika o pochyleniu 1:10, który jest utwardzony płytami żelbetowymi. Do punktu poboru wody wykonano utwardzoną płytami drogę prowadzącą przez Las Państwowy, która łączy ulicę Strobowską z tym punktem.

## Otoczenie
Sztuczny zbiornik Zalew Zadębie położony jest około 1 km od centrum miasta Skierniewice. Jego górna część z prawej strony otoczona jest malowniczym lasem liściastym, w którym znajduje się skarpa będąca terasą niegdyś płynącej tu naturalnie rzeki Skierniewki (Łupi). Główną roślinnością lasu są drzewa: buki, dęby, graby, olchy oraz rosnące w nim bluszcze. U podnóża lasu znajdują się trawiaste polany. Po lewej stronie zbiornika znajduje się biegnąca wzdłuż lewego brzegu – ulica Gajowa wraz z budynkami mieszkalnymi (głównie domki jednorodzinne). Stanowi ona wschodni kraniec osiedla Zadębie. Okolica jest bardzo spokojna i bezpieczna, gdyż jest pod częstym nadzorem patrolu policji.

## Fauna
Po wykopaniu i zalaniu koryta zbiornik został zarybiony kilkoma gatunkami ryb. Występują w nim: lin, karaś, karp, szczupak oraz płoć. Dodatkowo większość gatunków ryb przybyła do zbiornika wraz z dopływem rzeki Skierniewka.
W zbiorniku występuje również kilka gatunków płazów i małżów.